# Allobates kingsburyi
Allobates kingsburyi (synoniem: Colostethus kingsburyi) is een bedreigde kikkersoort uit de familie van de Aromobatidaedie leeft in de Andes. De wetenschappelijke naam van de soort is voor het eerst geldig gepubliceerd in 1918 door George Albert Boulenger.
Deze soort staat bekend als kwetsbaar omdat het leefgebied kleiner is dan 5000 vierkante kilometer, en nog altijd afneemt. Alle bekende exemplaren leven in versnipperde populaties, vijf in totaal. Deze soort is bekend uit een smalle hoogte-zone (1140 - 1300 meter boven zeeniveau) op de oostelijke hellingen van de Andes in de provincies Napo, Orellana en Pastaza in Ecuador. A. kingsburyi leeft in het regenwoud. De vrouwtjes leggen waarschijnlijk hun eieren in de grond, en mannetjes vervoeren vervolgens die eieren naar water, waar de larven zich verder ontwikkelen.